# Сан-Джованні-Іларіоне
Сан-Джованні-Іларіоне (італ. San Giovanni Ilarione, вен. San Giovani Ilarion) — муніципалітет в Італії, у регіоні Венето,  провінція Верона.
Сан-Джованні-Іларіоне розташований на відстані близько 420 км на північ від Рима, 90 км на захід від Венеції, 21 км на північний схід від Верони.
Населення — 5134 особи (2014).
Щорічний фестиваль відбувається 25 листопада. Покровитель — Santa Caterina d'Alessandria.

## Демографія
Населення за роками:

Станом на 1 січня 2023 року в муніципалітеті офіційно проживало 376 іноземців з 28 країн, серед них 29 громадян країн Євросоюзу та 9 громадян України.

## Сусідні муніципалітети
- Каццано-ді-Трамінья
- К'ямпо
- Монтеккія-ді-Крозара
- Ронка
- Треньяго
- Вестенанова